# Mychonia superstes
Mychonia superstes är en fjärilsart som beskrevs av W. Warren 1904. Mychonia superstes ingår i släktet Mychonia och familjen mätare. Inga underarter finns listade i Catalogue of Life.